# Cien años de perdón
Cien años de perdón is een Spaans-Argentijnse film uit 2016,  geregisseerd door Daniel Calparsoro.

## Verhaal
Een groep dieven onder leiding van El Uruguayo maakt zich klaar om een bank in Valencia te beroven. Het doel is om na de roof te vluchten via een uitgegraven tunnel die de bank verbindt met een verlaten metrostation. Het duurt niet lang voordat de persvoorlichter van de minister-president het ware doel van de dieven ontdekt: de inhoud van kluis 314, waar voormalig regeringslid Gonzalo Soriano belastende informatie bewaart.

## Rolverdeling
| Acteur              | Personage   |
| ------------------- | ----------- |
| Luis Tosar          | El Gallego  |
| Rodrigo de la Serna | El Uruguayo |
| Raúl Arévalo        | Ferrán      |
| José Coronado       | Mellizo     |
| Joaquín Furriel     | Loco        |
| Patricia Vico       | Sandra      |
| Marian Álvarez      | Cristina    |
| Luciano Cáceres     | Varela      |

## Ontvangst

### Prijzen en nominaties
Een selectie:
| Jaar | Evenement                       | Categorie                | Genomineerde             | Resultaat   |
| ---- | ------------------------------- | ------------------------ | ------------------------ | ----------- |
| 2017 | Premios Goya (31ste uitreiking) | Beste debuterend acteur  | Rodrigo de la Serna      | Genomineerd |
| 2017 | Premios Goya (31ste uitreiking) | Beste origineel scenario | Jorge Guerricaechevarría | Genomineerd |